# Європейська ніч кажанів
Європейська ніч кажанів — популярна щорічна подія, метою якої є привернення уваги населення до популяцій, що вимирають, рукокрилих у Європі. Воно організується місцевими організаціями із захисту навколишнього середовища та приваблює велику кількість зацікавлених в екології людей та сімей з дітьми. Залежно від місцевих організаторів, в рамках Ночі проводяться різноманітні заходи-виставки, презентації, майстерні будівництва будиночків для рукокрилих, а також екскурсії по місцях проживання рукокрилих у нічний час.

## Історія
Перші європейські ночі рукокрилих були організовані у 1990-х у Польщі та Франції. Починаючи з 1997 року Ніч рукокрилих організується в рамках Угоди щодо збереження популяцій рукокрилих у Європі (UNEP/EUROBATS) . Зараз цей захід проводиться у багатьох містах та регіонах у більш ніж 30 країнах Європи. Традиційно ніч проводиться останніми вихідними серпня, але точний вибір дати залишається за організаторами.

## Ціль заходу
Рукокрилі часто розмножуються і зимують у будинках, церквах та інших будівлях, що використовуються людьми, тому зусилля щодо їх збереження вимагають активного індивідуального втручання. Європейська Ніч Рукокрилих намагається зруйнувати бар'єри, що стоять між людьми та рукокрилими та поширює інформацію про життя та потреби цих тварин.

## Також на тему
- Рукокрилі
- Угода про збереження кажанів в Європі